# Desierto
Desierto é um filme mexicano de suspense coescrito e dirigido por Jonás Cuarón com lançamento nos cinemas em 2016. Foi apresentado na seção Apresentações Especiais no Festival Internacional de Cinema de Toronto em 2015, onde ganhou o prêmio da Federação Internacional de Críticos de Cinema (FIORESCI) na categoria apresentações especiais.
O filme foi selecionado como a produção que representará o México na categoria de melhor filme estrangeiro na 89.ª edição dos prêmios Oscar.

## Enredo
O que parecia ser uma viagem de esperança para trabalhadores imigrantes mexicanos que buscavam encontrar uma nova vida a partir do cruzamento da fronteira dos Estados Unidos rapidamente se transforma em uma luta pela sobrevivência. O veículo que os levavam sofre uma pane em pleno o deserto forçando-os a mudar o itinerário e completarem o trajeto andando. No entanto eles são surpreendidos por um caçador americano que, sem dar nenhuma chance de defesa ao grupo, inicia um impiedoso massacre.

## Elenco
- Gael García Bernal ... Moisés
- Jeffrey Dean Morgan ... Sam
- Alondra Hidalgo ... Adela
- Diego Cataño ... Mechas
- Marco Pérez ... Lobo
- Óscar Flores ... Ramiro
- David Lorenzo ... Ulises